# Badrutts Park
De ijsbaan van Sankt Moritz heet Badrutts Park en werd in 1921 geopend. De baan is twee keer gebruikt voor de Olympische Winterspelen maar werd na de Spelen van weer 1948 gesloten. De baan was door de hoge ligging redelijk snel, Clas Thunberg schaatste er op 13 januari 1931 een wereldrecord op de 500 meter met 42,6 seconden.
Momenteel is het land waarop de ijsbaan was gebouwd eigendom van de kunstenaar en ontwerper Rolf Sax. Het gebouw dient tegenwoordig als huis van Rolf Sachs.

## Externe link

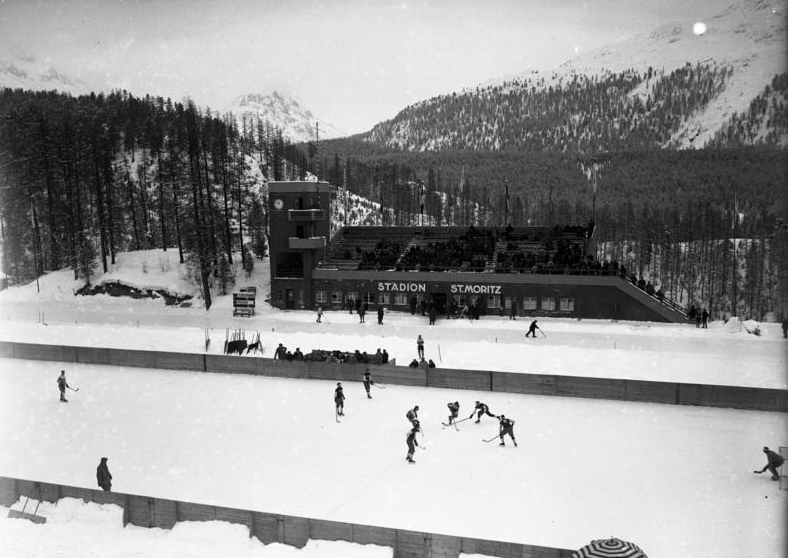
Het ijsstadion van Sankt Moritz in 1928
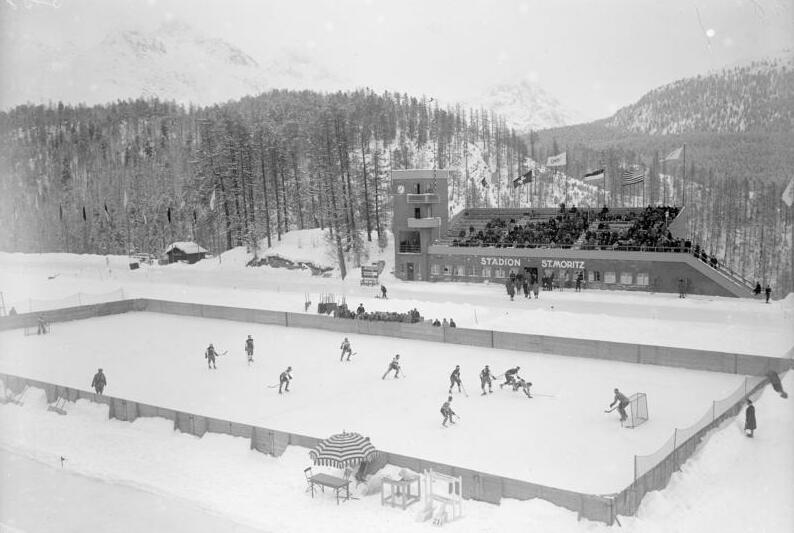
Het ijsstadion van Sankt Moritz in 1931
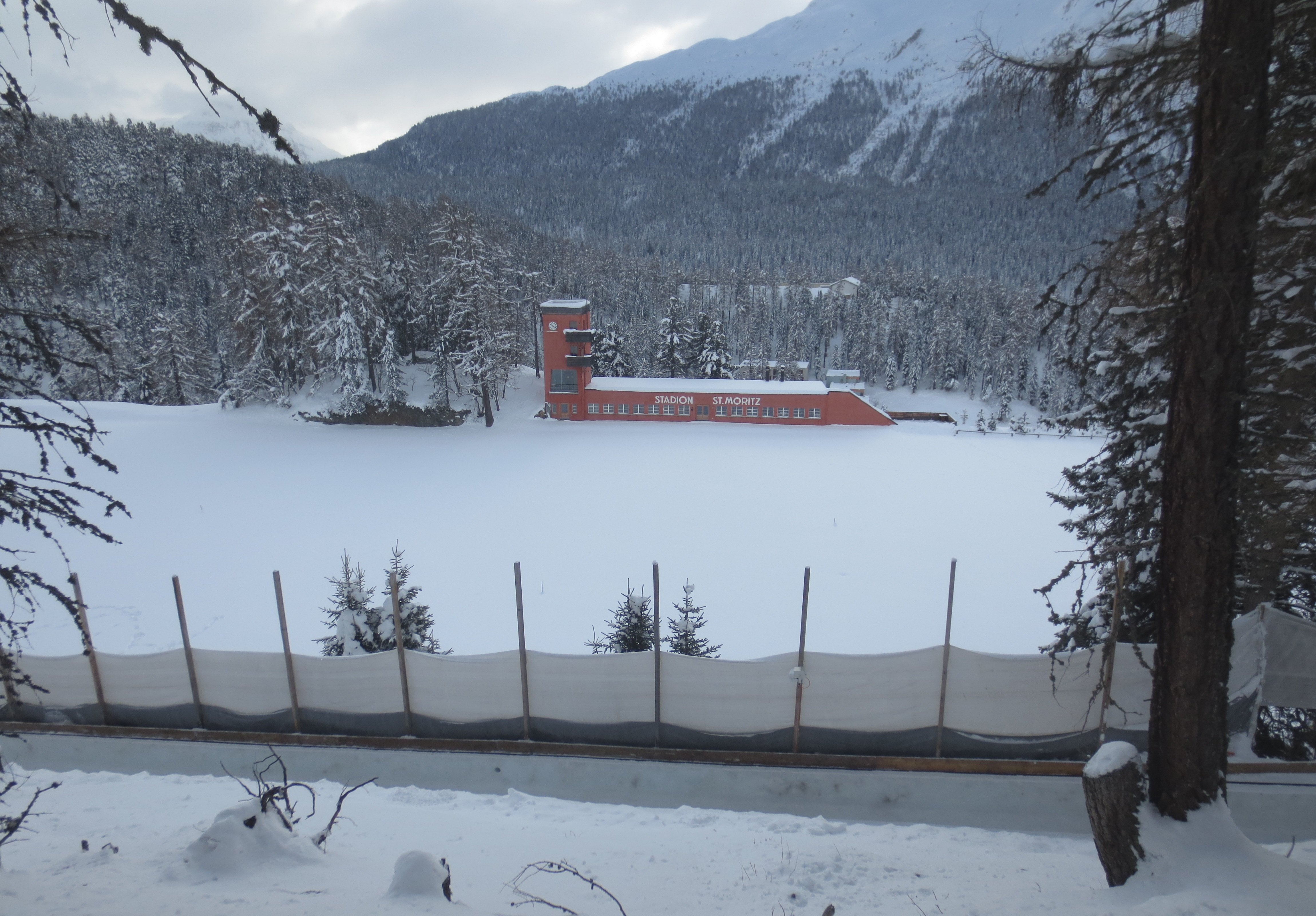
Stadion in de winter van 2015

## Grote kampioenschappen
- 1925 - EK allround mannen
- 1928 - Olympische Winterspelen
- 1948 - Olympische Winterspelen

## Wereldrecords
| Nr. | Discipline    | Naam          | Land    | Tijd | Datum           |
| --- | ------------- | ------------- | ------- | ---- | --------------- |
| 1.  | 500 meter (m) | Clas Thunberg | Finland | 42,6 | 13 januari 1931 |